# Pompeo Zambeccari
Pompeo Zambeccari (Bologna, 1518 – Sulmona, 8 agosto 1571) è stato un vescovo cattolico e diplomatico italiano.

## Biografia
Nacque nel 1518 a Bologna, sede vescovile, figlio di Giacomo e di Alfonsina Passamonti.
Sin da giovanissimo intraprese la carriera ecclesiastica: nel 1531 divenne abate del monastero di Santa Maria di Bominaco. Nel 1541 ottenne la laurea in utroque iure presso l'Università di Bologna, mentre nell'anno seguente divenne riformatore della Sapienza.
Avvicinatosi al cardinale Alessandro Farnese, grazie a questi ottenne l’incarico di redattore delle minute degli atti della Cancelleria Apostolica. Quindi divenne protonotario apostolico e, il 1º luglio 1547, papa Paolo III lo nominò vescovo di Valva e Sulmona. ricevette la consacrazione episcopale il 3 aprile 1548 nella chiesa del Corpus Domini a Bologna dalle mani del cardinale Giovanni Gerolamo Morone, vescovo di Modena e legato apostolico a Bologna.
Restò quindi a Bologna, a causa dello spostamento in città del Concilio di Trento. In quell'occasione conobbe il cardinale Giovanni Maria Ciocchi del Monte (divenuto papa nel 1550) il quale lo nominò poi nunzio apostolico in Portogallo.
Arrivò a Lisbona verso la fine del giugno 1550. Durante la sua permanenza in Portogallo spesso scrisse al pontefice lamentando la mancanza di indicazioni da Roma, e si trovò costretto a cedere alle insistenze del re Giovanni III e del cardinale Enrico d'Aviz per applicare i decreti tridentini già approvati.
Fu tenuto all'oscuro anche della nomina del cardinale d'Aviz a legato pontificio in Portogallo, con cui di fatto Giulio III esautorò lo Zambeccari. L'8 novembre 1553 gli giunse l'ordine di tornare a Roma. 
Conclusasi la carriera diplomatica, si ritirò nella sua diocesi, facendovi ingresso il 16 novembre 1554. Risiedette tra Sulmona e Corfinio, dove si recò quando il palazzo vescovile e la cattedrale di Sulmona furono danneggiati da un terremoto.
Nel 1561 papa Pio IV gli ordinò di recarsi a Trento, giungendovi il 17 gennaio dell'anno seguente. Nei lavori conciliari si distinse per la forte opposizione all'obbligo di residenza dei vescovi nelle rispettive diocesi, mentre in altre occasioni operò come mediatore. il 3 dicembre 1563 celebrò la messa che apriva l'ultima sessione del Concilio. Dopo la fine di esso rientrò a Sulmona, dove promosse lavori al palazzo episcopale. 
Morì nell'agosto 1571 e fu sepolto nella cattedrale di San Massimo all'Aquila.

### Discendenza
Ebbe un figlio naturale, Lepido, padre di Jacopo, divenuto frate domenicano con il nome di Gerolamo Maria e che fu inquisitore e vescovo.

## Genealogia episcopale e successione apostolica
La genealogia episcopale è:
- Cardinale Giovanni Gerolamo Morone
- Vescovo Pompeo Zambeccari

La successione apostolica è:
- Vescovo Giulio Magnani, O.F.M.Conv. (1560)